# Marbach an der Donau
Marbach an der Donau è un comune austriaco di 1 663 abitanti nel distretto di Melk, in Bassa Austria; ha lo status di comune mercato (Marktgemeinde). Nel 1971 ha inglobato i comuni soppressi di Auratsberg e Krummnußbaum an der Donauuferbahn.